# Otsego County (Michigan)
Otsego County is een county in de Amerikaanse staat Michigan.
De county heeft een landoppervlakte van 1.333 km² en telt 23.301 inwoners (volkstelling 2000). De hoofdplaats is Gaylord.